# Silverado Resort (California)
Silverado Resort es un lugar designado por el censo ubicado en el condado de Napa en el estado estadounidense de California. En el año 2010 tenía una población de 1.095 habitantes.

## Geografía
Silverado Resort se encuentra ubicado en las coordenadas 38°21′22.69″N 122°15′22.8″O / 38.3563028, -122.256333.